# هاوارد گادارد
هاوارد گادارد (انگلیسی: Howard Goddard؛ زادهٔ ۱۰ مهٔ ۱۹۵۷) بازیکن فوتبال اهل بریتانیا است.
از باشگاه‌هایی که در آن بازی کرده‌است می‌توان به باشگاه فوتبال ای‌اف‌سی بورنموث، باشگاه فوتبال سوئیندون تاون، باشگاه فوتبال نیوپورت کانتی، و باشگاه فوتبال بلکپول اشاره کرد.